# 高城村 (島根県美濃郡)
高城村（たかぎむら）は、かつて島根県美濃郡に属していた村である。

## 歴史
- 1889年（明治22年）4月1日 - 町村制施行により美濃郡神田村、向横田村、隅村、白岩村、薄原村が合併して村制施行し、高城村が発足。
- 1952年（昭和27年）8月1日 - 美濃郡益田町、安田村、北仙道村、豊川村、豊田村、小野村、中西村と合併して益田市を新設して消滅。